# Белохвостый кустарниковый жаворонок
Белохвостый кустарниковый жаворонок (лат. Mirafra albicauda) — вид воробьиных птиц семейства жаворонковых (Alaudidae). Обитает в Африке.

## Описание
Длина птицы составляет 13—14 см, из которых от 3,3 до 5 см приходится на хвост. Длина клюва составляет 1,2—1,3 см. Виду не присущ половой диморфизм.
Верхняя часть тела пёстрая, черно-серо-коричневая. Горло белое, остальная нижняя часть тела охристая. Грудь покрыта коричневыми пятнышками. Крылья и хвост коричневые, крайние рулевые перья на хвосте белые. Клюв сверху тёмный, снизу более светлый. Лапы буроватые, глаза карие.

## Распространение
Основной ареал белохвостых кустарниковыых жаворонков находится в районе Кении, Танзании и Уганды, охватывает также некоторые районы Демократической Республики Конго. Отдельные популяции белохвостых кустарниковых жаворонков обитают также в Судане, Южном Судане, Эфиопии и Чаде. Они живут в пойменных лугах вокруг озёр Чад, Виктория и других.

## Поведение
Белохвостые кустарниковые жаворонки питаются семенами и насекомыми, и зелеными частями растений. Как и большинство жаворонков, размещают гнездо на земле. В кладке два серых яйца, покрытые тёмно-коричневыми пятнышками.